# Малобукринська сільська рада
Малобукри́нська сільська́ ра́да — адміністративно-територіальна одиниця та орган місцевого самоврядування в Миронівському районі Київської області. Адміністративний центр — село Малий Букрин.

## Загальні відомості
Малобукринська сільська рада утворена в 1951 році.
- Територія ради: 39,3 км²
- Населення ради: 375 осіб (станом на 2001 рік)
- Територією ради протікає річка Дніпро

Адреса Малобукринської сільської ради: 08810, Київська область, Миронівський район, село Малий Букрин, вул. Ватутіна, 39.

## Населені пункти
Сільській раді підпорядковані населені пункти:
- с. Малий Букрин
- с. Великий Букрин
- с. Ромашки

## Склад ради
Рада складається з 12 депутатів та голови.
- Голова ради: Магас Василь Борисович
- Секретар ради: Буря Людмила Василівна

### Керівний склад попередніх скликань
| Прізвище, ім'я, по батькові  | Основні відомості                                                         | Дата обрання | Дата звільнення |
| ---------------------------- | ------------------------------------------------------------------------- | ------------ | --------------- |
| Косенко Лев Микитович        | Сільський голова, 1941 року народження, безпартійний                      | 26.03.2006   | 31.10.2010      |
| Казнозій Валентин Степанович | Сільський голова, 1959 року народження, освіта вища, член Партії регіонів | 31.10.2010   | 25.10.2015      |
| Магас Василь Борисович       | Сільський голова, 1972 року народження, освіта вища, безпартійний         | 25.10.2015   |                 |

Примітка: таблиця складена за даними сайту Верховної Ради України та ЦВК

### Депутати VII скликання
За результатами місцевих виборів 2015 року депутатами ради стали:

#### За суб'єктами висування
| Суб'єкт висування | Кількість обраних депутатів | %      |
| ----------------- | --------------------------- | ------ |
| Самовисування     | 12                          | 100.00 |

#### За округами
| № округу | Прізвище, ім'я, по батькові     | Ким висунуто  | Дата нар.  | Освіта             | Партійна приналежність | Відомості                                               |
| -------- | ------------------------------- | ------------- | ---------- | ------------------ | ---------------------- | ------------------------------------------------------- |
| 1        | Буря Людмила Василівна          | Самовисування | 07.10.1964 | вища               | безпартійна            | Малобукринська сільська рада, секретар                  |
| 2        | Семеняка Сергій Анатолійович    | Самовисування | 26.11.1976 | вища               | безпартійний           | Тимчасово не працює                                     |
| 3        | Коломієць Петро Васильович      | Самовисування | 28.10.1972 | середня спеціальна | безпартійний           | Богуславський ЦПЗ № 2, листоноша                        |
| 4        | Коломієць Ніна Яківна           | Самовисування | 03.06.1977 | загальна середня   | безпартійна            | Миронівський територіальний центр, соціальний працівник |
| 5        | Семеняка Ірина Володимирівна    | Самовисування | 08.07.1980 | вища               | безпартійна            | приватний підприємець                                   |
| 6        | Пятенко Тетяна Миколаївна       | Самовисування | 20.03.1962 | загальна середня   | безпартійна            | пенсіонер                                               |
| 7        | Тернова Ганна Михайлівна        | Самовисування | 10.12.1957 | середня спеціальна | безпартійна            | пенсіонер                                               |
| 8        | Мотузка Іван Петрович           | Самовисування | 15.01.1944 | загальна середня   | безпартійний           | пенсіонер                                               |
| 9        | Коваленко Олександр Миколайович | Самовисування | 23.01.1974 | вища               | безпартійний           | Тимчасово не працює                                     |
| 10       | Кучер Михайло Олександрович     | Самовисування | 27.08.1987 | загальна середня   | безпартійний           | учасник АТО                                             |
| 11       | Могила Вікторія Миколаївна      | Самовисування | 25.07.1968 | вища               | безпартійна            | пенсіонер                                               |
| 12       | Стеценко Анатолій Петрович      | Самовисування | 15.05.1952 | загальна середня   | безпартійний           | пенсіонер                                               |